# Diarmuid Martin
Diarmuid Martin (Dublín, Irlanda, 8 de abril de 1945), es un arzobispo católico irlandés que se desempeñó desde abril de 2004 a diciembre de 2020 como arzobispo de la Arquidiócesis de Dublín siendo a partir de su retiro arzobispo emérito. Anteriormente fungió como secretario del Pontificio Consejo para la Justicia y la Paz, y observador permanente en las Naciones Unidas como representante de la Santa Sede.
El 30 de junio de 2016 fue nombrado miembro de la Secretaría para la Comunicación.